# Horst Kubik
Horst Kubik (* 21. Juli 1929 in Zehdenick; † 7. Dezember 2020 in Dortmund) war ein deutscher Eishockeyspieler und -trainer. Als Stürmer war er unter anderem für den SC Dynamo Berlin in der DDR-Oberliga und den TuS Eintracht Dortmund in der Bundesliga aktiv.

## Karriere
Horst Kubik begann in den 1950er-Jahren an der Humboldt-Universität zu Berlin mit dem Eishockeyspielen. Später wurde er zu einem Wechsel zum SC Dynamo Berlin gezwungen, mit dem er in der DDR-Oberliga antrat. Im Jahr 1957 flüchtete er mit einigen anderen Eishockeyspielern in die Bundesrepublik. Dort schloss er sich dem TuS Eintracht Dortmund an, mit dem er 1958 in die damals zweitklassige Oberliga und zwei Jahre später in die Bundesliga aufstieg. Der Stürmer gehörte dabei zu den erfolgreichsten Torschützen seines Teams. Mit Dortmund stieg er 1963 wieder in die Oberliga ab, feierte aber schon ein Jahr später den direkten Wiederaufstieg. Nach der Bundesliga-Saison 1964/65 beendete er seine Karriere als Spieler.
Anschließend war Kubik als Trainer tätig. Während der Saison 1965/66 übernahm er den Oberliga-Aufsteiger EC Deilinghofen (ECD) und trug in den folgenden Jahren dazu bei, den Verein in der zweithöchsten Spielklasse zu etablieren. Im Jahr 1969 gewann er mit dem ECD, auch gegen Konkurrenten aus der Bundesliga, die Westdeutsche Meisterschaft. Zwei Jahre später beendete er seine Tätigkeit in Deilinghofen, weil die Aufgabenfülle so groß geworden war, dass sie nebenberuflich nicht mehr zu leisten war.
In den folgenden Jahrzehnten trat er immer wieder als Trainer im Amateurbereich in Erscheinung. So betreute er in der Saison 1972/73 den ESC Soest in der Regionalliga. Zwischen 1982 und 1984 führte er den ERC Westfalen Dortmund von der Regionalliga in die Relegation um die 2. Bundesliga. In der Spielzeit 1984/85 trainierte er den Regionalligisten EHC Münster, ein Jahr später den Oberligisten EHC Unna.

## Erfolge und Auszeichnungen
- 1958 Meister der Landesliga und Aufstieg in die Oberliga mit dem TuS Eintracht Dortmund
- 1960 Meister der Oberliga und Aufstieg in die Bundesliga mit dem TuS Eintracht Dortmund
- 1964 Meister der Oberliga und Aufstieg in die Bundesliga mit dem TuS Eintracht Dortmund
- 1969 Westdeutscher Meister mit dem EC Deilinghofen (als Trainer)
- 1984 Aufstieg in die Oberliga mit dem ERC Westfalen Dortmund (als Trainer)

## Karrierestatistik
(Legende zur Spielerstatistik: Sp oder GP = absolvierte Spiele; T oder G = erzielte Tore; V oder A = erzielte Assists; Pkt oder Pts = erzielte Scorerpunkte; SM oder PIM = erhaltene Strafminuten; +/− = Plus/Minus-Bilanz; PP = erzielte Überzahltore; SH = erzielte Unterzahltore; GW = erzielte Siegtore; 1 Play-downs/Relegation; Kursiv: Statistik nicht vollständig)